# Faut savoir ce qu'on veut
Pour plus de détails, voir Fiche technique et Distribution.
Faut savoir ce qu'on veut (Duck Amuck)  est un cartoon Merrie Melodies réalisé par Chuck Jones sorti en 1953 mettant en scène Daffy Duck. En 1997, le cartoon est redoublé en français et est renommé Farce au canard.

## Synopsis
Le cartoon commence avec Daffy Duck déguisé en mousquetaire dans un lieu approprié. Lorsqu'il avance vers la gauche, le décor n'est pas fini. Daffy sort alors discrètement de l'écran puis revient et brise le quatrième mur en demandant qui est responsable du cartoon et demande de redessiner ce décor. Le résultat est une ferme, obligeant Daffy à se déguiser en fermier. Il chante jusqu'à ce que le décor disparaisse à nouveau. Il redemande au quatrième mur « Est-ce qu'il serait trop de vous demander de vous décider une bonne fois pour toutes ? », puis des décors respectivement enneigés, hawaïens, une colorisation par erreur sur Daffy (Daffy ayant demandé de colorier une ville sans la préciser), un décor où Daffy est en marin, un gros plan mal compris par le dessinateur et une mine que Daffy frappe accidentellement le poussent à demander qui est le dessinateur, qui s'avère être le facétieux Bugs Bunny.

## Fiche technique
- Titre : Faut savoir ce qu'on veut (ancien doublage) / Farce au canard (nouveau doublage)
- Titre original : Duck Amuck
- Réalisation : Chuck Jones
- Dialogues : Ben Washam (non crédité)
- Producteur : Edward Zelzer (non crédité)
- Production : Warner Bros.
- Scénario : Michael Maltese
- Musique : Carl W. Stalling
- Montage et son : Treg Brown
- Son : mono
- Format : 35 mm, 1.37 : 1, couleur Technicolor
- Durée : 7 minutes
- Dates de sortie : 
  - Warner Bros. : 1953, États-Unis (cinéma)
  - Warner Home Video : 1993, États-Unis (vidéo, laserdiscs)
  - Warner Home Video : 2003, États-Unis (DVD)
  - HBO Max : 2020, États-Unis (vidéo, VOD)
- Langue : anglais
- genre : comédie, animation

## Animation
- Philip DeGuard : décors
- Maurice Noble : préparation
- Ken Harris : animation
- Lloyd Vaughan : animation
- Ben Washam : animation
- Al Pabian : animation (assistant, non crédité)
- Jan Cornell : encrage et couleurs (non crédité)
- Peggy Drumm : encrage et couleurs (non crédité)
- Lee Guttman : encrage et couleurs (non crédité)
- Peggy Matz : encrage et couleurs (non crédité)

## Distribution

### Version originale
- Mel Blanc : Daffy Duck / Bugs Bunny (voix)

### Version française (1962)
- Pierre Trabaud : Daffy Duck / Bugs Bunny (voix)

### Version française (2003)
- Patrick Guillemin : Daffy Duck (voix)
- Gérard Surugue : Bugs Bunny (voix)

## Accueil
Le cartoon a été choisi pour faire partie du National Film Preservation Board en 1999 

## Adaptation en jeu vidéo
En 2007 paraît le jeu Looney Tunes : Duck Amuck de WayForward Technologies et Warner Bros. Games sur Nintendo DS, qui est inspiré du cartoon.